# Gaudenz Gadmer
Gaudenz Gadmer (* 4. Oktober 1819 in Davos; † 23. Februar 1877 in Zürich, reformiert, heimatberechtigt in Davos) war ein Schweizer Politiker (FDP-Liberale) und Anwalt.

## Leben
Gaudenz Gadmer kam am 4. Oktober 1857 in Davos als Sohn des Landwirts Christian Gadmer und der Margaretha geborene Thomen zur Welt. Gadmer maturierte zunächst an der Kantonsschule Chur, ehe er ein Studium der Rechte an der Ludwig-Maximilians-Universität München absolvierte. Im Anschluss hatte er die Leitung einer bedeutenden Anwaltspraxis in Davos inne.
Gaudenz Gadmer war mit Maria Ursula, der Tochter des Churer Landwirts Johann Ulrich Hemmi, verheiratet. Er verstarb nach langer Erkrankung am 23. Februar im Alter von nur 57 Jahren in Zürich.

## Politischer Werdegang
Gaudenz Gadmer, Parteimitglied der Freisinnigen, bekleidete zu Beginn seiner Karriere 1850 das Amt des Bundsstatthalters. Im gleichen Jahr wurde er in den Bündner Grossen Rat gewählt, dem er anschliessend bis 1851 sowie von 1852 bis 1863 angehörte und dem er mehrmals als Standespräsident vorstand. Dazu war er zwischen 1859 und 1860, 1863 und 1864 sowie 1867 und 1868 im Kleinen Rat vertreten. Ferner fungierte Gadmer von 1861 bis 1866 sowie 1870 bis 1875 als Mitglied des Kantonsgerichts, davon ab 1870 als dessen Präsident. Auf Bundesebene nahm er für den Kanton von 1865 bis 1866 Einsitz in den Ständerat. Nach den Parlamentswahlen 1869 gehörte er bis 1872 dem Nationalrat an.
Gaudenz Gadmer zählte um 1870 neben Florian Gengel zum führenden Protagonisten der Bündner Freisinnigen. Der Radikal-demokratische Zentralist setzte sich für Verfassungsrevisionen auf kantonaler und eidgenössischer Ebene ein. Sein aktives Eintreten für die Bundesrevision von 1872 kostete ihn seinen Nationalratssitz. Der populärere Politiker Gaudenz Gadmer galt als hervorragender Redner.